# Letter Gothic

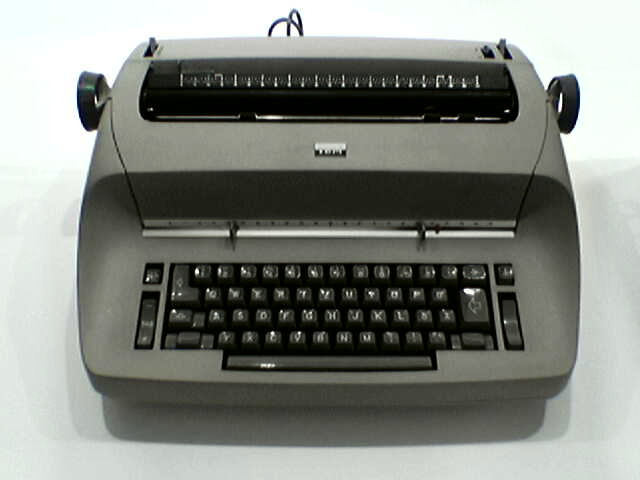
Màquina d'escriure IBM Selectric.
Foto: Oliver Kurmis

La lletra tipogràfica Letter Gothic va ser creada pel tipògraf nord-americà Roger Robertson entre els anys 1956 i 1962 per encàrrec d'IBM en la seva aplicació a la màquina d'escriure electrònica Selectric. Es tracta d'una tipografia monoespaiada, sense gràcia, inspirada en l'Optima i adaptada per a l'ús informàtic. Va ser publicada l'any 1987 per Adobe i d'ella se n'han derivat les lletres New Letter Gothic, FF Letter Gothic, FF Lether Gothic Text, Message, Terminax i Olive Green Mono.

## Característiques generals
La Letter Gothic és una lletra de pal sec sans serif. Com que es va dissenyar per a les màquines d'escriure Selectric calia que l'espai entre lletres fos únic: d'aquí que s'anomeni monoespaiada.
L'estructura geomètrica del caràcter tipogràfic està formada per rectes ortogonals, els traços mantenen el seu gruix i els terminals són totalment rectes. S'allunya de l'escriptura de ploma i no té coronaments. S'observa que el bocal de la C de caixa alta és més obert que en les lletres tipogràfiques lineals convencionals.

### Els orígens: lletra Optima
Partint de la tipografia Optima, una lletra dissenyada per Hermann Zapf, Roger Robertson va crear la Letter Gothic per fer-la més llegible. És per això que va eliminar la modulació de la tipografia original i va augmentar l'anell en lletres com la b, la d, la p o la q. Per compensar aquest augment va haver de condensar-la, la qual cosa al mateix temps l'equilibrava respecte del caràcter monoespaiat de la lletra, tret imprescindible per a la seva aplicació en les màquines d'escriure esmentades anteriorment.
De la mateixa manera, va convertir el trau tancat de la g de caixa baixa en obert i les astes inclinades de l'Optima en la lletra M les va fer totalment verticals. Els traços terminals, que a la lletra original canviaven la modulació, ara es mantenien per a tota la lletra.

Comparació entre la Letter Gothic i l'Optima.

## Anàlisi
Tot i que la Letter Gothic s'ha categoritzat com una tipografia lineal o de pal sec, també es pot incloure entre les anomenades mecàniques, slab serif o egípcia, pels traços terminals horitzontals i enquadrats en algunes de les lletres.

### Inclinació i modulació
L'eix de la lletra és totalment vertical, sense modulació. Així, s'observa que la gruixa del traç es manté constant fins a les terminacions en les quals es produeix un lleuger increment, gairebé imperceptible, del gruix.

### Trets diferencials
L'anell en lletres com la b, d, p i q és gran, fent que el blanc intern de les lletres sigui elevat respecte de la lletra sencera.

La g de caixa baixa té el trau obert, per tant té cua, i una petita orella a la part superior. La G de caixa alta té una ungla a la part inferior.

Els vèrtexs, com a punt d'unió de dos traços de lletres com la M, la V o la W de caixes altes, estan retallats de manera que formen una horitzontal i descansen sobre la línia de base; en canvi, la unió de traços en la A de caixa alta acaba en vèrtex punxegut.

El ganxo en la lletra j de caixa baixa i de caixa alta forma mitja circumferència que sobrepassa la línia de base.

Com que es tracta d'una tipografia lineal no té rematades, gràcies o serif. No hi ha contrast entre els traços i els traços terminals són del mateix gruix que les astes.

### Traços terminals
Les barres de les lletres es troben exactament en el centre de la lletra, exceptuant el cas de la A de caixa alta que es troba per sota. Els traços terminals són totalment horitzontals.

## Aplicacions
La Letter Gothic es va incloure en el sistema operatiu Windows 95 però l'any 2001 es va canviar per una lletra similar, la Lucida Console, en el sistema Windows XP.

## Famílies tipogràfiques

### Letter Gothic
Regular, Slanted (Oblique), Bold, Bold Slanted (Oblique).

### Letter Gothic Std
Medium, Slanted, Bold, Bold Slanted.

### Letter Gothic CE
Regular. Es caracteritza per contenir l'alfabet ciríl·lic.

## Versions de Letter Gothic

### New Letter Gothic
La lletra tipogràfica New Letter Gothic va ser dissenyada per Gayaneh Bagdasaryab l'any 1999 sobre el disseny original de Roger Robertson, i publicada per ParaType.

La diferència principal d'aquesta versió és la de l'adaptació a l'amplada proporcional de les lletres abandonant el monoespai original de la Letter Gothic de Roger Robertson.
Els traços són més gruixuts que la lletra original i se n'ha accentuat la inclinació de l'orella en lletres com la r de caixa baixa.

L'alçària de la caixa és inferior a l'original.

L'anell, en general, és més petit que la Letter Gothic.

La unió de traços en la A de caixa alta s'ha igualat a la resta acabant en horitzontal.
Aquesta tipografia rebé el premi a l'excel·lència en la competició de l'International Type Design de Kyrillitsa, a Moscow l'any 1999, juntament amb altres lletres com Georgia i Verdana (de Matthew Carter), Sylfaen (de John Hudson) i Bitstream Humanist 531 (Syntax) Cyrillic (d'Isai Slutsker).

### FF Letter Gothic
Albert Pinggera va fer dues modificacions de la Letter Gothic. La primera va ser entre els anys 1996 i 1998, creant la FF Letter Gothic Text; la segona el 1998 amb la lletra FF Letter Gothic. Ambdues lletres tipogràfiques van ser publicades per FontFont.

Aquesta versió és encara més gruixuda que la New Letter Gothic i manté molts aspectes geomètrics afegits per l'anterior lletra. L'alçària de la caixa és inferior a l'original. Destaca l'acursament de l'orella en la r de caixa baixa i el ganxo de la j també de caixa baixa.

### Message
L'any 2000, el dissenyador Samy Halim creà la lletra Message que va publicar 2rebels.

Igual que les anterior versions, la Message abandona l'espaiat fix de les lletres. El gruix del traç es trobaria entre el gruix de la New Letter Gothic i l'original.

Les astes d'algunes lletres de caixa alta ja no es limiten a les rectes i apareixen combinacions de línies rectes amb línies corbes. És el cas de les lletres A, V, W, v i w.

El ganxo de la Q entra dins l'anell de la lletra, cosa que no passa en cap de les altres versions, ni en l'original.

Veure mostra de la lletra Message (IdentiFont)

### Terminax
Ascender Corp, alhora, també va fer la seva versió de la tipografia amb l'anomenada Terminax.

Té un pes relatiu semblant a la New Letter Gothic i no conté minúscules.

Guarda relació amb la lletra Message, ja que algunes lletres mostren combinacions de línies rectes i corbes en les seves astes, com ara la K i la M.

Incorpora traços terminals enquadrats horitzontals, del mateix gruix que les astes, en la B i la D.

Veure mostra de la lletra Terminax (IdentiFont)

### Olive Green Mono
Per la seva part, Georg Seifert va crear la Olive Green Mono, també basada en la Letter Gothic original. Va ser publicada l'any 2006 per Schriftgestaltung.

És la que més s'allunya de l'original. S'ha eliminat l'ungla de la G, el ganxo de la Q s'ha exagerat i ocupa l'equivalent a l'amplària de dues lletres i la r incorpora un traç terminal enquadrat horitzontal.

Veure mostra de la lletra Olive Green Mono (IdentiFont)

## Tipografies semblants
A continuació es llisten algunes tipografies amb característiques semblants a la Letter Gothic:
- Adaptive Mono
- Andale Mono
- Blackbox Sans
- Botankika Mono
- EF Cash Monospaced
- FF Eureka Mono
- FF Fago Monospaced
- Fedra Mono
- Lucida Sans Typewriter
- Monaco
- Mono Condensed
- Monospace 821
- Prima Sans Monospace
- Typewriter Gothic